# TT81
La tombe thébaine TT 81 est située à Cheikh Abd el-Gournah, dans la nécropole thébaine, sur la rive ouest du Nil, face à Louxor en Égypte.
C'est la sépulture occupée par Inéni, architecte de Thoutmôsis Ier, et de sa nombreuse famille.
Inéni est représenté dans la tombe avec son père, lui aussi appelé Inéni, et sa mère Sitdjehouty. La femme d'Inéni se nomme Ahhotep, surnommée Thouiou. Un frère nommé Pahery apparaît dans une inscription du passage au sanctuaire. Le sanctuaire contient quatre statues représentant Inéni, sa femme et ses parents.

## Description
Le tombeau se compose d'une galerie creusée dans la roche, dont le toit est soutenu par six piliers carrés. La tombe, qui présente un plan asymétrique, différent du plan en T inversé typique de l'époque, est accessible par un portique à six piliers. Dès ce portique, malgré les nombreuses lacunes et les dégâts causés par le temps et l'homme, l'appareil pictural est remarquable : deux stèles (n° 2 et 7 du plan) présentent des textes autobiographiques ; dans d'autres scènes (n° 3), le défunt, assisté de ses aides (n° 1), contrôle le trésor d'Amon et sa répartition dans les temples. Dans une autre scène (n° 4) (inachevée), le défunt, assisté d'assistants, inspecte les produits et le bétail destinés au temple d'Amon. Dans un autre relief sur cinq registres superposés (n° 5), l'inspection de tributs étrangers comprenant des Nubiens, avec femmes et enfants (registre supérieur I et II), des Syriens, avec femmes et enfants (registre IV) et, entre autres, un ours ; dans le dernier registre (n° V), des Égyptiens transportant, en revanche, des produits d'origine syrienne. Dans d'autres scènes (n° 6 à n° 9), le défunt, sous la chaise duquel dort un chien, reçoit des offrandes : animaux, gibier, oies, grues, ânes, béliers, chèvres et porcs ; un peu plus loin (n° 8), le défunt et sa femme pêchent et chassent avec des représentations d'hippopotames, d'oiseaux et de poissons, tandis que des hommes pressent le raisin, font du vin et remplissent des jarres.

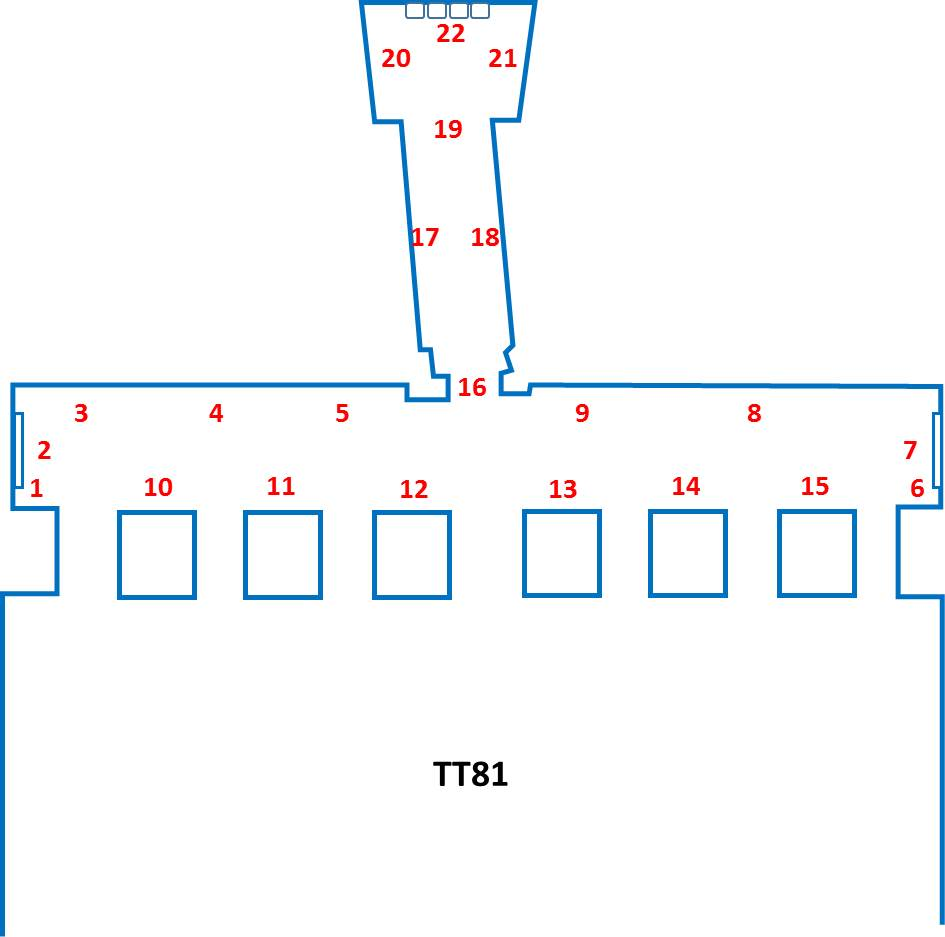
Plan du tombeau d'Inéni.
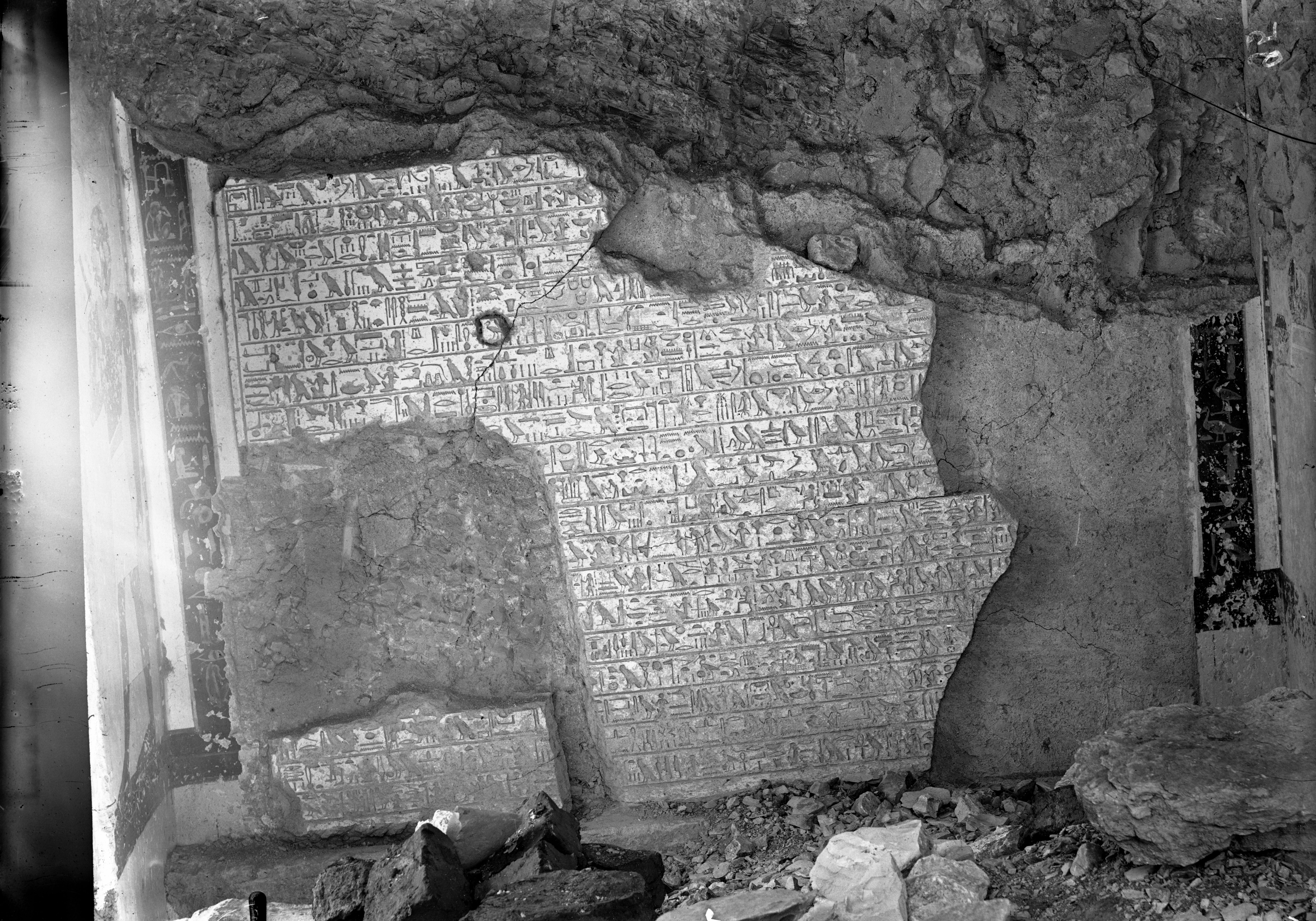
Intérieur de la tombe TT81. Paroi avec inscription. Photo de fouille, 1905-1914. Archivio fotografico Museo Egizio, Turin.

### Décoration
Le tombeau d'Inéni fait partie d'un groupe de tombes de l'époque de Thoutmôsis III qui ont été décorées en utilisant une couleur de fond bleu. Cela peut être une imitation de combinaisons de couleurs à proximité de tombes datant du Moyen Empire. Le tombeau est connu pour contenir une inscription relative au rôle d'Hatchepsout comme régente de son beau-fils Thoutmôsis III. L'inscription mentionne la manière dont le roi Thoutmôsis II était parti « de suite au ciel, rejoindre les dieux ». Son fils Thoutmôsis III dit alors avoir « tenu sa place en tant que roi des Deux Terres », tandis qu'Hatchepsout « réglait les affaires des Deux Terres ».
Le tombeau conserve une partie de sa décoration. L'arrière des piliers montrent une grande variété de scènes :
- Le pilier le plus méridional (n° 10) représente des scènes de chasse, où Inéni est dépeint en action (son personnage a été largement détruit) tenant un arc, chassant avec des chiens et attrapant une hyène femelle.
- La colonne suivante (n° 11) montre Inéni dans un verger et un jardin[4]. Sur quatre registres, une maison avec un jardin, une liste d'arbres et de palmiers ; un homme devant le défunt et sa femme ; des palmiers, des arbres et un lac ; la femme dans le garde-manger de la maison.
- La troisième colonne (n° 12) montre Inéni assis devant des offrandes : paniers de raisins, pain, viande, vases de vin, etc.
- Le quatrième pilier (n° 13) montre des scènes similaires, mais la décoration est en grande partie détruite.
- Le cinquième pilier (n° 14) montre Inéni dans les champs, semant, labourant et tirant une charrue. Seuls deux registres sont lisibles.
- Le sixième et dernier pilier (n° 15) au nord montre la récolte. Le grain est entassé, les bœufs sont au battage du grain et le blé est emmené en dehors du champ[2].

Un court passage (n° 16) montre sur les murs le défunt devant la déesse de l'Ouest (Hathor) et Anubis, et mène à un corridor légèrement en diagonale. Sur le mur (n° 17), il y a des scènes de la procession funéraire, Inéni avec sa femme et son frère Pahery ; une autre scène inclut un pèlerinage à Abydos, un sarcophage traîné par des bœufs et un cortège funèbre. Sur le mur opposé (n° 18), le défunt, sa femme, son frère Pahery et la liste des offrandes. Le couloir se termine par une petite chambre de forme irrégulière dans laquelle se trouvent des scènes d'hommes portant des gazelles et des veaux (n° 19), suivies sur quatre registres (n° 20-21) par des scènes du défunt, de son épouse et de ses proches lors d'un banquet animé par des musiciens (un harpiste masculin et des joueurs de castagnettes). Au fond (n° 22), la chambre se termine avec un groupe de quatre statues représentent Inéni, son épouse Thouiou, son père (également appelé Inéni), et sa mère.

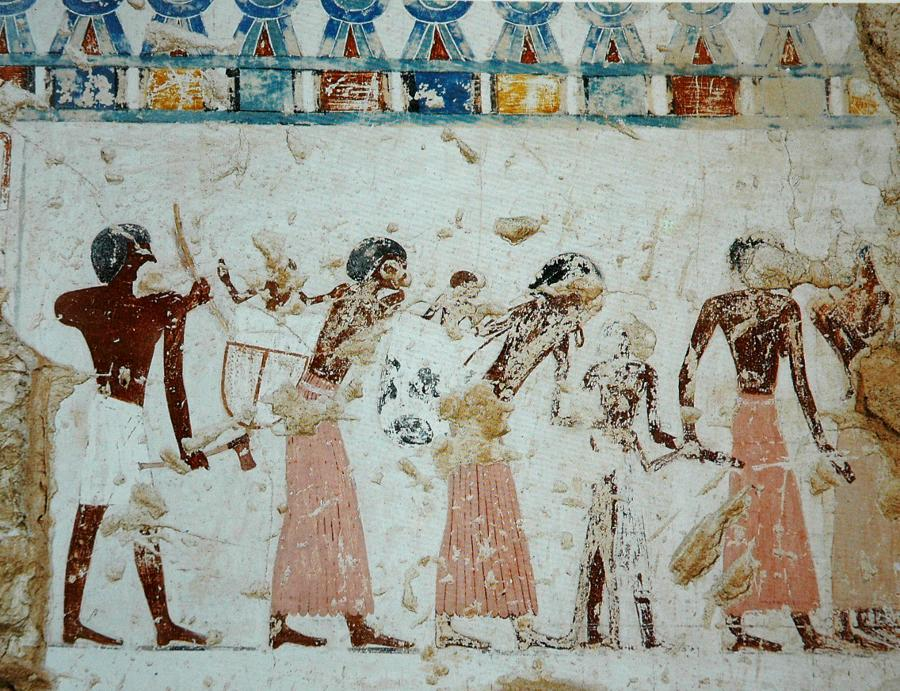
Scène d'hommage.
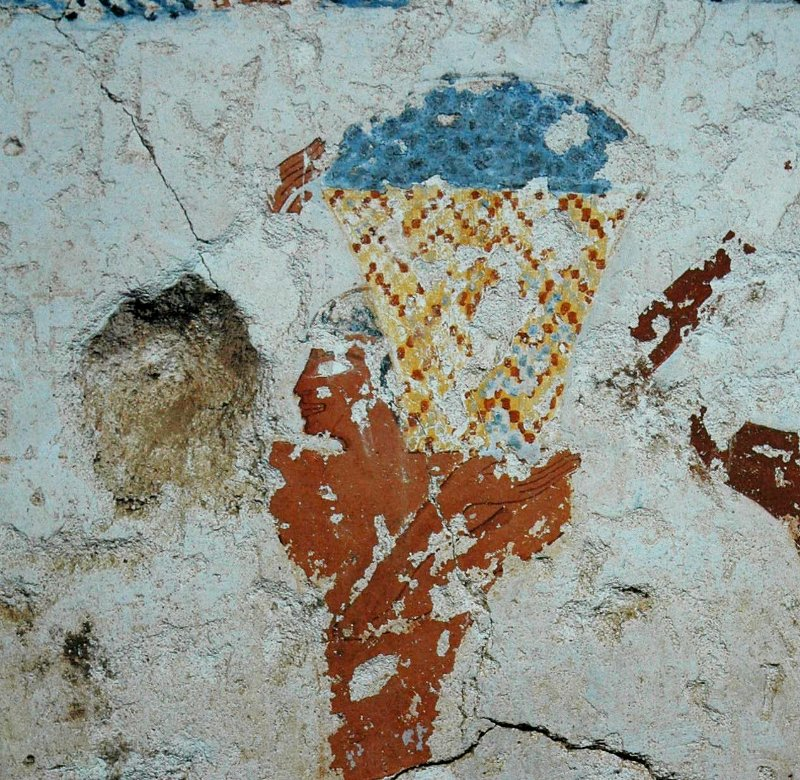
Transport des raisins pour les vendanges.
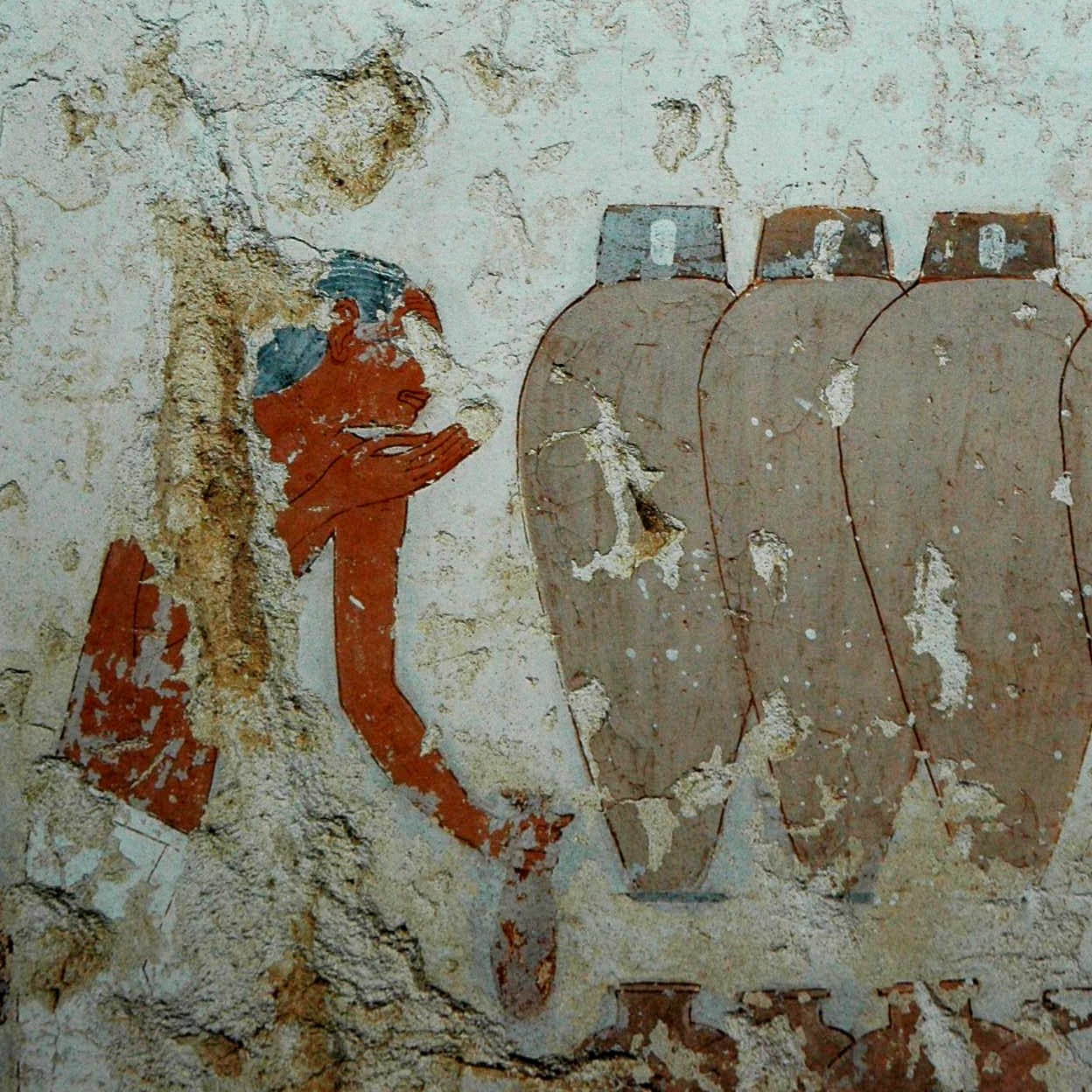
Remplissage des jarres
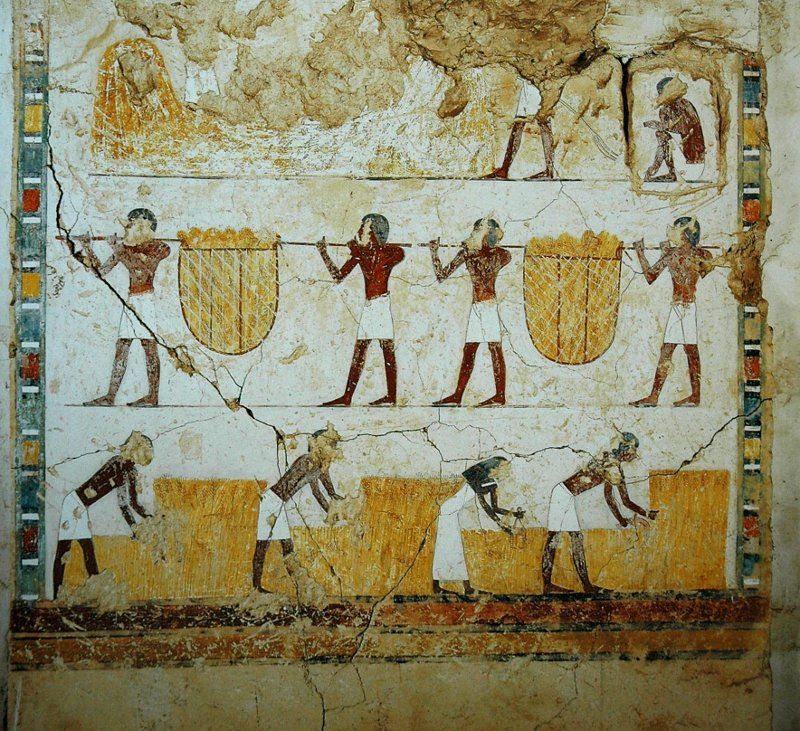
Récolte et moisson des céréales (sur le sixième pilier).
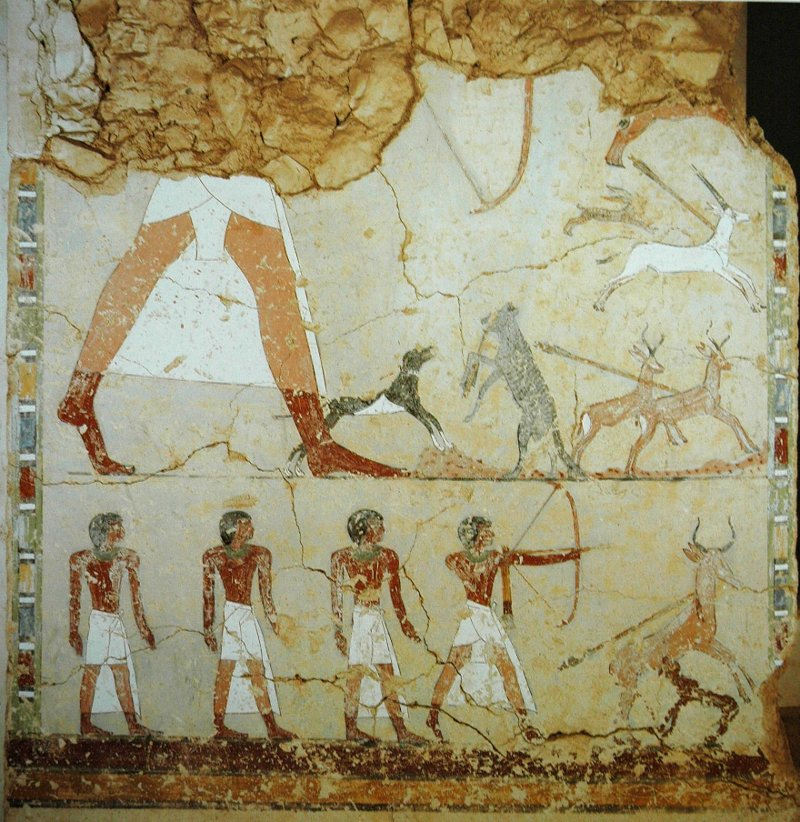
Scènes de chasse